# جین هیرشفیلد
جین هیرشفیلد (انگلیسی: Jane Hirshfield; ۲۴ فوریهٔ ۱۹۵۳ – ) شاعر، مترجم، و آمریکایی است. او در سال ۲۰۱۹ به عنوان یکی از اعضای آکادمی هنر و علوم آمریکا انتخاب شد. آثار او شامل مجموعه شعر، مجموعه مقالات و ترجمه آثاری از نویسندگان جهان است. آثار او که به‌طور گسترده در روزنامه‌ها و مجلات ادبی جهانی منتشر و به بیش از پانزده زبان ترجمه شده‌است.